# Isolepis bulbifera
Isolepis bulbifera là loài thực vật có hoa trong họ Cói. Loài này được (Boeckeler) Muasya mô tả khoa học đầu tiên năm 2002.